# Монрозье (Аверон)
Монрозье́ (фр. Montrozier, окс. Mont Rosièr) — коммуна во Франции, находится в регионе Окситания. Департамент — Аверон. Входит в состав кантона Бозуль. Округ коммуны — Родез.
Код INSEE коммуны — 12157.
Коммуна расположена приблизительно в 500 км к югу от Парижа, в 135 км северо-восточнее Тулузы, в 12 км к северо-востоку от Родеза.

## Население
Население коммуны на 2008 год составляло 1415 человек.
| 1962 | 1968 | 1975 | 1982 | 1990 | 1999 | 2008 |
| ---- | ---- | ---- | ---- | ---- | ---- | ---- |
| 852  | 942  | 946  | 1081 | 1210 | 1279 | 1415 |

## Экономика
В 2007 году среди 889 человек в трудоспособном возрасте (15—64 лет) 697 были экономически активными, 192 — неактивными (показатель активности — 78,4 %, в 1999 году было 74,3 %). Из 697 активных работали 675 человек (361 мужчина и 314 женщин), безработных было 22 (12 мужчин и 10 женщин). Среди 192 неактивных 49 человек были учениками или студентами, 100 — пенсионерами, 43 были неактивными по другим причинам.

## Достопримечательности
- Замок Монрозье (XV век). Памятник истории с 1976 года[3]
- Мост через реку Аверон (XVI век). Памятник истории с 1944 года[4]
- Археологический музей
- Зоопарк

## Фотогалерея

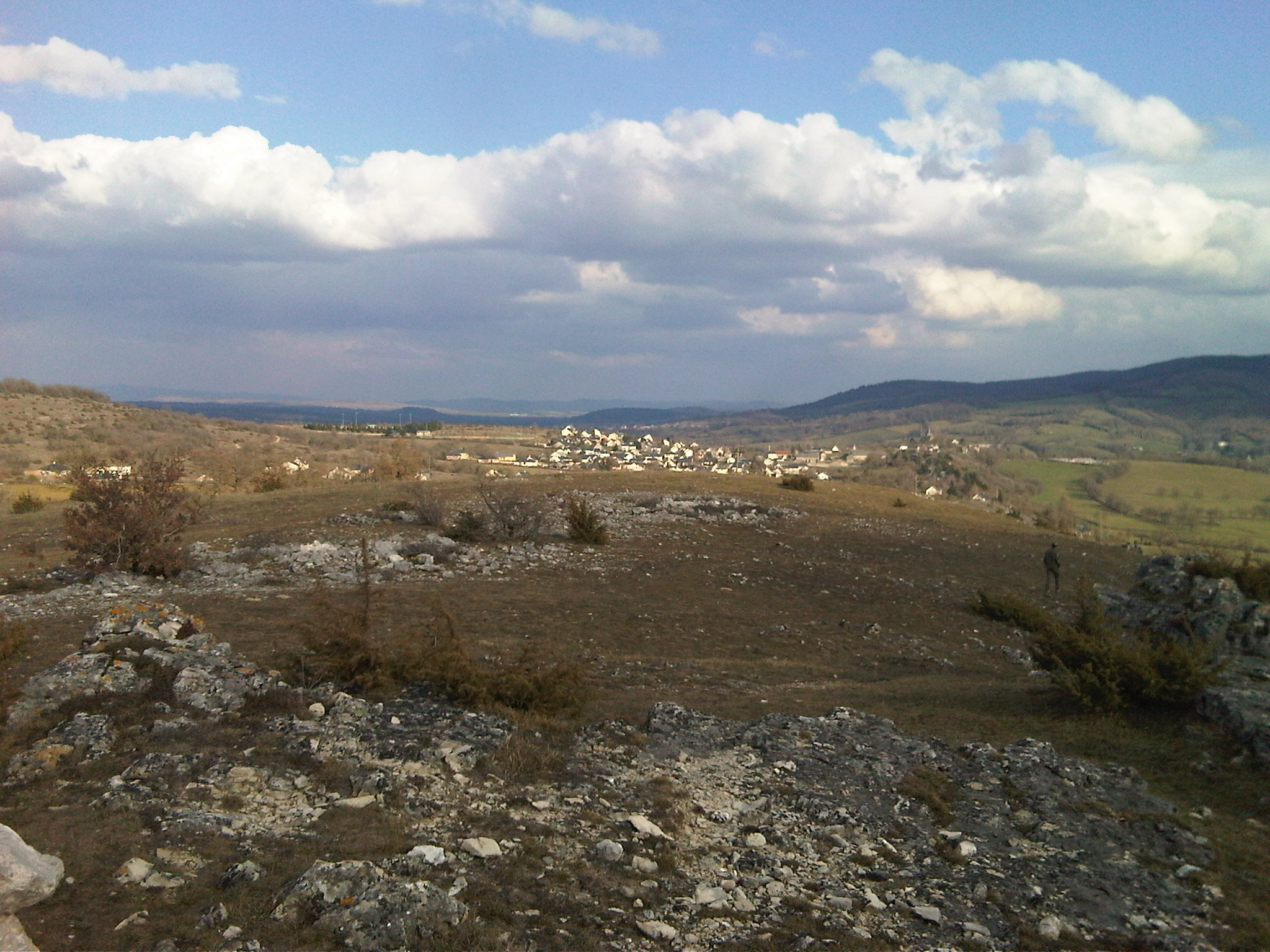
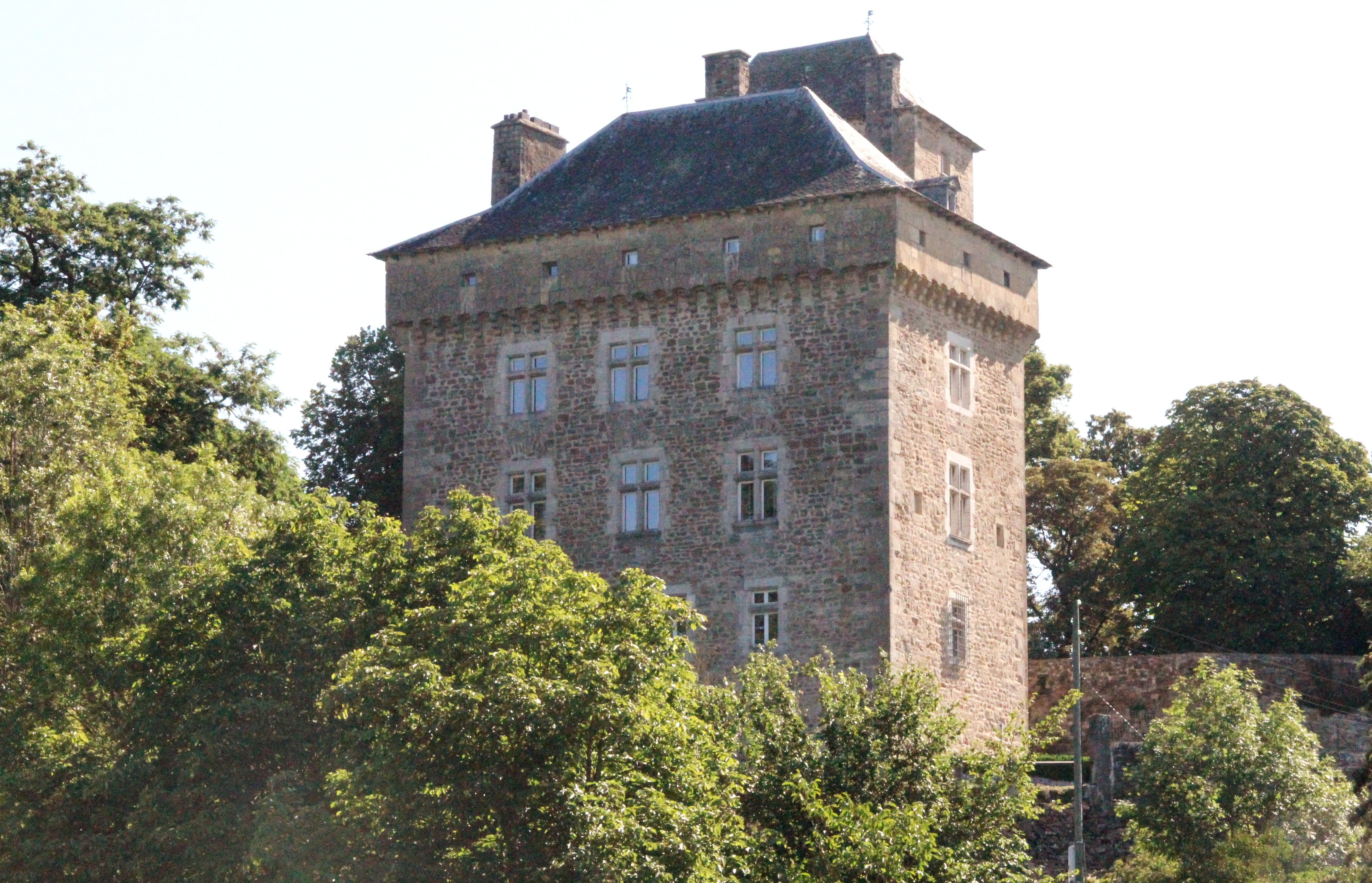
Замок
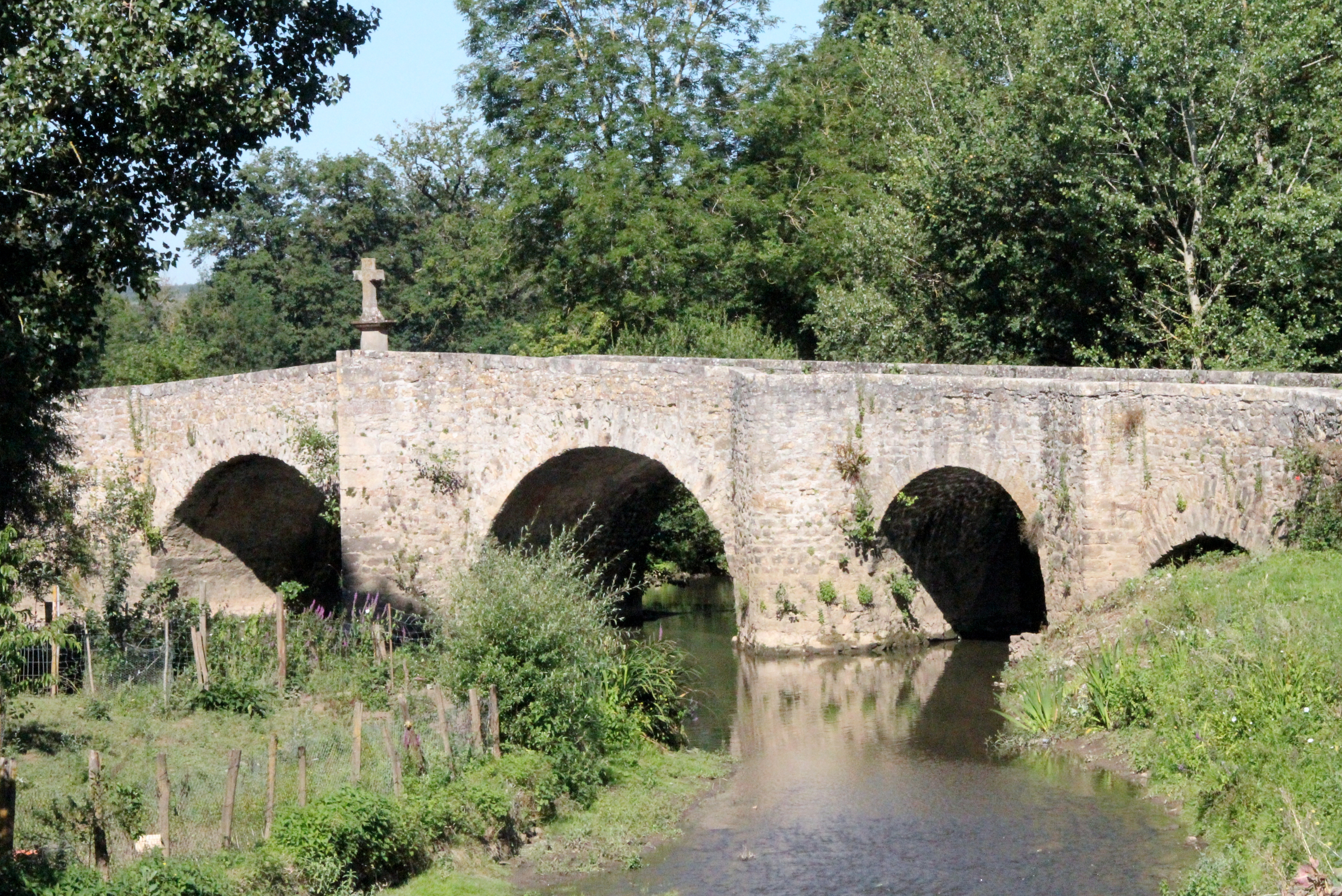
Мост через Аверон
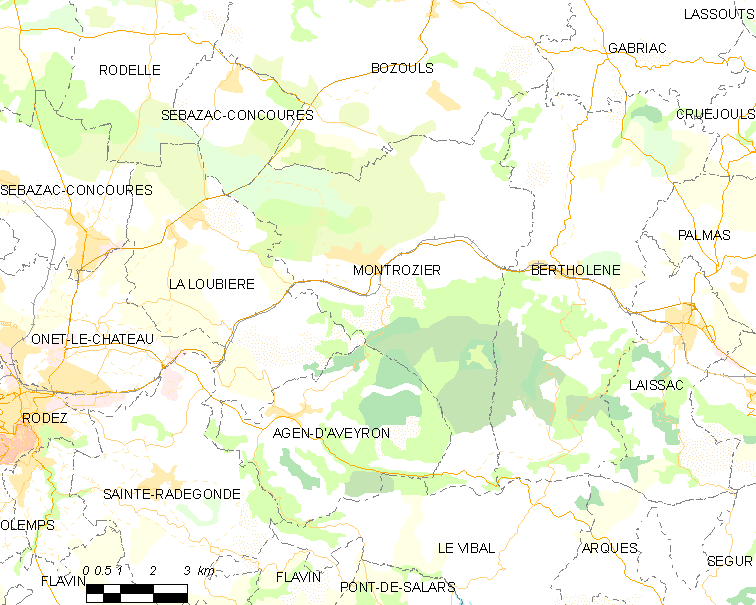
Карта коммуны